# Казьер
Казье́р (итал. Casier) — коммуна в Италии, располагается в провинции Тревизо области Венеция.
Население составляет 9915 человек (на 2004 г.), плотность населения составляет 678 чел./км². Занимает площадь 13,46 км². Почтовый индекс — 31030. Телефонный код — 0422.
Покровителем коммуны почитается святой епископ Теонист. Праздник ежегодно празднуется 30 октября.

## Города-побратимы
- Он, Франция (2002)